# (4152) Weber
(4152) Weber es un asteroide que forma parte del cinturón de asteroides y fue descubierto por Edward L. G. Bowell desde la Estación Anderson Mesa, en Flagstaff, Estados Unidos, el 15 de mayo de 1985.

## Designación y nombre
Weber fue designado al principio como 1985 JF.
Más adelante, en 1990,se nombró en honor del compositor alemán Carl Maria von Weber (1786-1826).

## Características orbitales
Weber orbita a una distancia media de 3,177 ua del Sol, pudiendo acercarse hasta 2,907 ua y alejarse hasta 3,447 ua. Tiene una inclinación orbital de 17,57 grados y una excentricidad de 0,08487. Emplea 2068 días en completar una órbita alrededor del Sol.

## Características físicas
La magnitud absoluta de Weber es 11,9. Tiene un diámetro de 18,2 km y su albedo se estima en 0,0585.